# Innokenty Pavlovitch Tolmachev
Pour les articles homonymes, voir Tolmachev.
Innokenty Pavlovitch Tolmachev (en russe Иннокентий Павлович Толмачёв), né le 13 avril 1872 à Irkoutsk et mort le 17 janvier 1950 à  Cheswick en Pennsylvanie, est un géologue, paléontologue et explorateur russo-américain.

## Biographie
Né le 13 avril 1872 à Irkoutsk, dans une famille d'immigrés russes en Sibérie, il étudie de 1893 à 1897 à la Faculté de physique et de mathématiques de l'Université de Saint-Pétersbourg et obtient un diplôme de premier cycle.
En 1897-1899, il travaille au Bureau géologique de l'Université Yuryev. Il se forme en pétrographie auprès de Ferdinand Zirkel à Leipzig (1896) et en paléontologie auprès de Karl Alfred von Zittel à Munich (1899).
Il devient en 1899 conservateur du Musée géologique de l'Académie impériale des sciences de Saint-Pétersbourg.
Il effectue de nombreuses expéditions : Alataou de Kouznetsk (1898), chef des expéditions Khatanga (1905-1906), Chukotka (1909-1910) et Semirechensk (1914-1916), explore le Caucase du Nord, la péninsule de Kola, la région de Semipalatinsk ou encore la province d'Ienisseï. (1917).
En 1913, il participe à la 12e session du Congrès géologique international au Canada. Il est élu en 1916 directeur des Cours Supérieurs de Géographie.
En 1920, il s'installe à Irkoutsk, à Kyakhta, puis à Vladivostok et devient vice-directeur du Comité géologique d'Extrême-Orient (GKDV).
Il part vivre aux États-Unis en 1922, s'installe à Pittsburgh et travaille comme conservateur scientifique au Carnegie Museum et comme professeur de géologie et de paléontologie à l'Université de Pittsburgh.
Il prend sa retraite en 1945 et meurt le 17 janvier 1950 à Zosenti Farm (Cheswick, Pennsylvanie).

## Hommages
Son nom a été donné aux :
- Lac Tolmatchev
- Plateau Tolmatchev
- Stratovolcan Tolmatchev (1 415 m)